# チュニスの戦い
チュニスの戦い（チュニスのたたかい）またはバグラダスの戦いは、第一次ポエニ戦争中の紀元前255年春に勃発した共和政ローマとカルタゴの戦い。戦いはカルタゴが勝利し、ローマはアフリカから撤退した。

## 序幕
エクノモス岬の戦いに勝利したローマはアフリカに上陸し、さらにアディスの戦いにも勝利してカルタゴに厳しい講和条件を突きつけていた。しかしカルタゴは講和を拒否し、スパルタ人の傭兵であるクサンティッポスを軍司令官として雇用した。クサンティッポスは冬の間に兵を訓練し、優秀なカルタゴ軍騎兵および戦象の威力を活かすため、平地での野戦を企画した。
他方、執政官マルクス・アティリウス・レグルスが率いるローマ陸軍は、チュニスに駐屯していた。再編された有力なカルタゴ陸軍に対峙することとなったレグルスは、他の将軍が功名をあげることを恐れ、早期にカルタゴ陸軍に勝利することを欲していた。ポリュビオスの歴史によると、レグルスの兵力は歩兵15,000と騎兵500であった。

## 兵力配置
クサンティッポスはカルタゴ兵ファランクスを中央に、傭兵で構成される歩兵をその右側に、歩兵の前方に戦象の戦列を敷き、優秀な騎兵を分割して右翼・左翼に配置した。合計兵力は歩兵12,000、騎兵4,000、戦象100であった。ローマ軍は通常のとおり軍団歩兵15,000を中央に、数に劣る騎兵を両翼に配置した。

## 戦闘

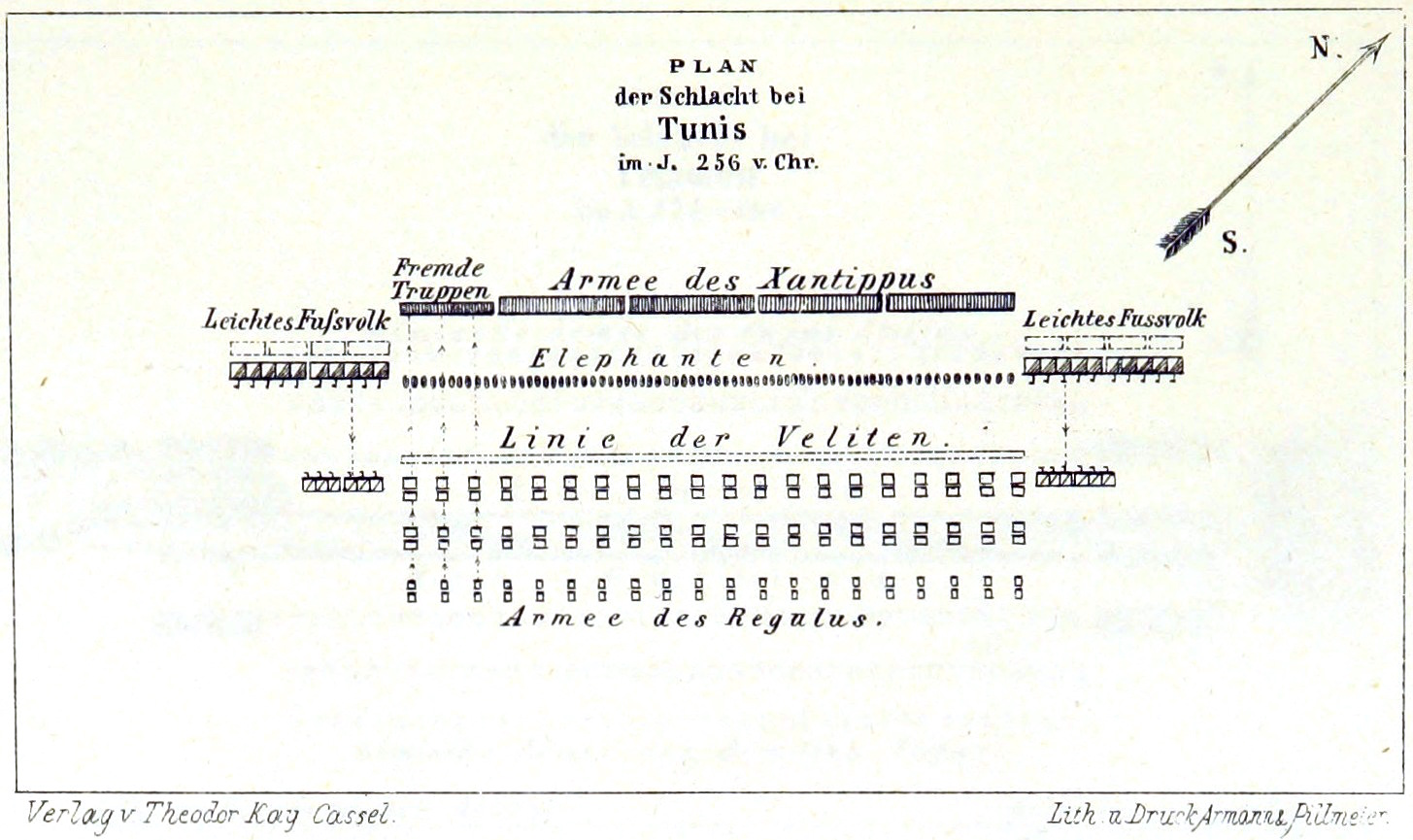
兵力配置図

カルタゴ軍の攻撃は戦象の突撃で開始された。戦象はローマ歩兵を攻撃し、またローマ騎兵の8倍の兵力を有するカルタゴ騎兵は、ローマ騎兵を容易に撃破した。おそらくは同盟軍兵士から構成されていたローマ歩兵左翼2000は健闘し、カルタゴ軍傭兵部隊を押し返した。他方、中央では戦象の突撃には耐えたものの、それを避けてカルタゴ軍ファランクスに対して攻撃できた部隊は僅かで、いずれもカルタゴ軍に撃破された。最後にカルタゴ軍騎兵が両側から攻撃をかけ、ローマ軍残存兵力も殲滅された。戦闘初期に脱出に成功した2000のみが、ローマ海軍に救出された。

## その後
ローマ軍は戦死12,000、捕虜500という大損害を受けたが、カルタゴ軍は800を失ったに過ぎなかった。レグルス自身も捕虜となった。後世のローマ史家はゾウによる踏み付けで処刑されたと記しているが、ポリュビオスはそのような記載はしておらず、またディオドロスはレグルスの死は自然死だったとしている。
陸戦での敗北と、ローマへの引き揚げ時の海難事故で多くの兵力を失ったローマは、アフリカでカルタゴを打破する機会を失った。第一次ポエニ戦争の残りの戦闘は、シシリア島での陸戦と海戦で戦われた。

## 参考資料
1. ↑  Lost Battles, Philip Sabin p174
2. ↑  Lost Battles, Philip Sabin p175
3. ↑  Kistler, John M. War Elephants. Westport, CT: Praeger, 2006. p.100.
4. ↑  Carthage and the Carthaginians, R Bosworth Smith.